# Alejandro Millán Iranzo
Alejandro "Álex" Millán Iranzo (nascut el 7 de novembre de 1999) és un futbolista professional aragonès que juga com a davanter al FC Cartagena.

## Carrera de club
Nascut a Saragossa, Aragó, Millán es va incorporar a la formació juvenil del Reial Saragossa el 2009, als nou anys. El juliol de 2016, fou traspassat al Vila-real CF per una quota de 350.000 €, signant un contracte fins al 2020.
El 27 d'agost de 2017, quan encara era juvenil, Millán va debutar com a sènior amb l'equip C, entrant als darrers minuts com a suplent d'Andrei Rațiu en un empat 0-0 a la Tercera Divisió contra el Crevillent Esportiu. Definitivament va ser ascendit a l'equip C abans de la campanya 2018-19, i va marcar els seus primers gols sènior el 12 d'octubre de 2018, marcant un hat-trick en una victòria a casa per 4-2 contra el CD Acero.
Millán va ascendir al filial el 2019, a Segona Divisió B. Va debutar amb el primer equip el 16 de desembre de l'any següent; després de substituir Dani Raba al minut 78, va marcar el cinquè del seu equip en un gol de 6-0 a la SD Leioa, per a la Copa del Rei de la temporada.
Millán va debutar a la Lliga el 19 de desembre de 2020, substituint el seu company de graduació juvenil Gerard Moreno en un èxit a casa per 3-1 davant el CA Osasuna. El 13 d'agost següent, es va traslladar a l'estranger i es va incorporar al Cercle Brugge de la Primera Divisió A belga cedit per un any. Després del fitxatge del davanter Silvère Ganvoula el gener de 2022, la seva cessió va ser assumida pel líder de la lliga Union SG el 28 de gener.
El 8 de juliol de 2022, Millán va ser cedit al FC Famalicão a Portugal per la temporada 2022–23 de la Primeira Liga. El 7 de gener següent, la cessió es va rescindir i va tornar a l'equip B a segona divisio.
El 27 de juny de 2023, Millán va signar un contracte de dos anys amb el Reial Oviedo, també de segona divisió, però va patir una lesió al genoll a la pretemporada que el va portar a perdre's la major part de la la temporada. El 20 d'agost de l'any següent va retornar a la primera divisió de Portugal, en signar contracte per dos anys amb el SC Farense.
El 23 de gener de 2025, Millán va retornar a casa en signar un contracte de curta durada amb el FC Cartagena de segona divisió, amb opció a pròrroga.